# Джеремі Свеймен
Джеремі Свеймен (англ. Jeremy Swayman; 24 листопада 1998, Анкоридж, США) — американський хокеїст, воротар клубу НХЛ «Бостон Брюїнс». У складі «Бостон Брюїнс» дебютував у сезоні 2020—2021. Гравець збірної команди США.
У складі збірної команди США чемпіон світу 2025 року.

## Нагороди
- Трофей Вільяма М. Дженнінгса (2023)